# Baseball a 2008. évi nyári olimpiai játékokon

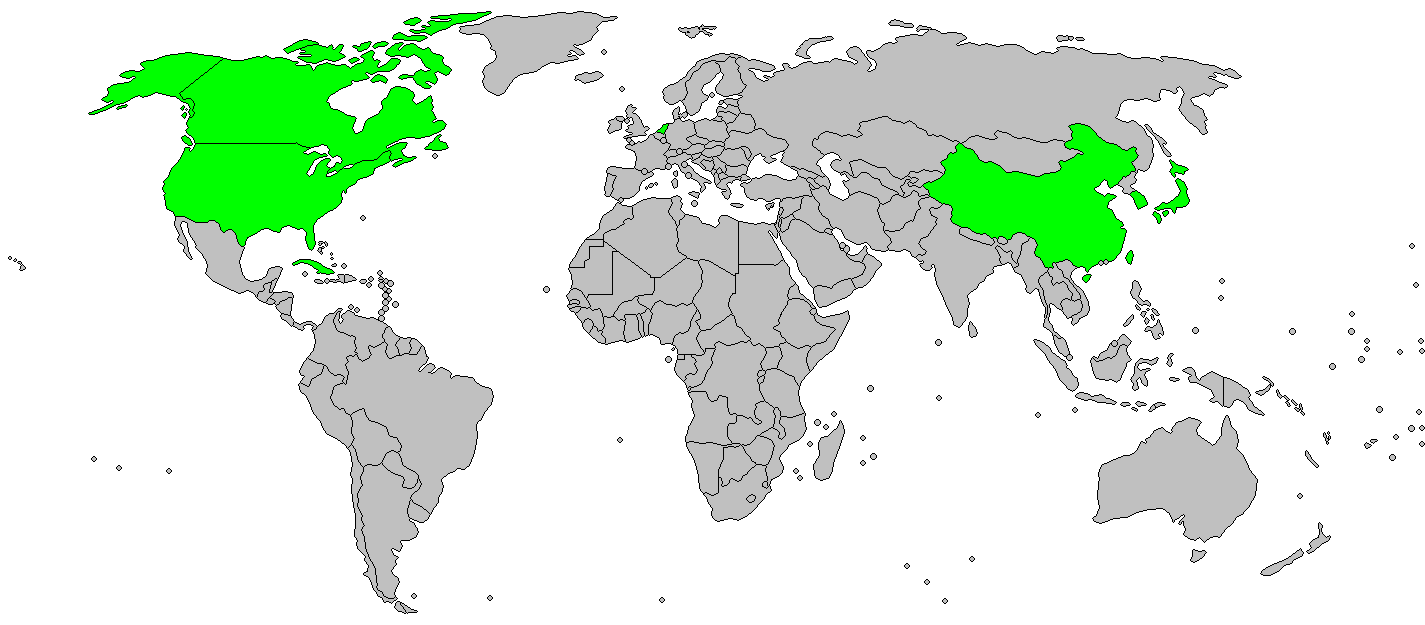
Részt vevő csapatok

A 2008. évi nyári olimpiai játékokon a baseballtornát augusztus 13. és 23. között rendezték meg. A tornán 8 nemzet csapata vett részt.

## Éremtáblázat
(Az egyes számoszlopok legmagasabb értéke vagy értékei vastagítással kiemelve.)
| A 2008. évi nyári olimpiai játékok éremtáblázata baseballban | A 2008. évi nyári olimpiai játékok éremtáblázata baseballban | A 2008. évi nyári olimpiai játékok éremtáblázata baseballban | A 2008. évi nyári olimpiai játékok éremtáblázata baseballban | A 2008. évi nyári olimpiai játékok éremtáblázata baseballban | Olimpia  |
| ------------------------------------------------------------ | ------------------------------------------------------------ | ------------------------------------------------------------ | ------------------------------------------------------------ | ------------------------------------------------------------ | -------- |
|                                                              | Ország                                                       | Arany                                                        | Ezüst                                                        | Bronz                                                        | Összesen |
| 1.                                                           | Dél-Korea (KOR)                                              | 1                                                            | 0                                                            | 0                                                            | 1        |
|                                                              |                                                              |                                                              |                                                              |                                                              |          |
| 2.                                                           | Kuba (CUB)                                                   | 0                                                            | 1                                                            | 0                                                            | 1        |
|                                                              |                                                              |                                                              |                                                              |                                                              |          |
| 3.                                                           | Egyesült Államok (USA)                                       | 0                                                            | 0                                                            | 1                                                            | 1        |
|                                                              |                                                              |                                                              |                                                              |                                                              |          |
| Összesen                                                     | Összesen                                                     | 1                                                            | 1                                                            | 1                                                            | 3        |

## Érmesek
| A 2008. évi nyári olimpiai játékok érmesei baseballban | A 2008. évi nyári olimpiai játékok érmesei baseballban | A 2008. évi nyári olimpiai játékok érmesei baseballban | A 2008. évi nyári olimpiai játékok érmesei baseballban |
| --- | --- | --- | ------------------------------------------------------ |
| Arany | Ezüst | Bronz |                                                        |
| Dél-Korea (KOR) | Kuba (CUB) | Egyesült Államok (USA) |                                                        |
| Csang Vonszam Csin Gapjong Csong Dehjon Csong Gunu Han Gidzsu I Deho I Dzsinjong I Dzsonguk I Jonggju I Szungjop I Thekkun Jun Szokmin Kang Minho Kim Dongdzsu Kim Hjonszu Kim Gvanghjon Kim Mindzse Ko Jongmin Kvon Hjok Lju Hjondzsin O Szunghvan Pak Csinman Pong Dzsunggun Szong Szungdzsun | Alexei Bell Frederich Cepeda Alfredo Despaigne Giorvis Duvergel Michel Enríquez Norberto González Yuliesky Gourriel Miguel La Hera Pedro Luis Lazo Jonder Martínez Alexander Mayeta Rolando Meriño Luis Navas Vicyohandry Odelín Héctor Olivera Adiel Palma Eduardo Paret Yadier Pedroso Ariel Pestano Luis Rodríguez Elier Sánchez Eriel Sánchez Yoandry Urgellés Norge Luis Vera | Brett Anderson Jake Arrieta Brian Barden Matt Brown Trevor Cahill Jeremy Cummings Jason Donald Brian Duensing Dexter Fowler John Gall Mike Hessman Kevin Jepsen Brandon Knight Michael Koplove Matt LaPorta Lou Marson Blaine Neal Jayson Nix Nate Schierholtz Jeff Stevens Stephen Strasburg Taylor Teagarden Terry Tiffee Casey Weathers |                                                        |

## Lebonyolítás
A 8 résztvevő egy csoportban szerepelt, a csoport végeredményét körmérkőzések döntötték el. Az első négy helyezett jutott tovább az elődöntőbe, ahol az első és a negyedik helyezett, valamint a második és a harmadik helyezett játszott egymással. A két győztes játszotta a döntőt, a vesztesek a bronzéremért mérkőzhettek.

## Csoportkör
| Színmagyarázat                                             |
| ---------------------------------------------------------- |
| A csoportkör első négy helyezettje bejutott az elődöntőbe. |
| A csoportkör utolsó négy helyezettje kiesett.              |

| Csapat           | M | Gy | V | P+ | P– | Pk  |
| ---------------- | - | -- | - | -- | -- | --- |
| Dél-Korea        | 7 | 7  | 0 | 41 | 22 | +19 |
| Kuba             | 7 | 6  | 1 | 52 | 23 | +29 |
| Egyesült Államok | 7 | 5  | 2 | 40 | 22 | +18 |
| Japán            | 7 | 4  | 3 | 30 | 14 | +16 |
| Tajvan           | 7 | 2  | 5 | 29 | 33 | –4  |
| Kanada           | 7 | 2  | 5 | 29 | 20 | +9  |
| Hollandia        | 7 | 1  | 6 | 9  | 50 | –41 |
| Kína             | 7 | 1  | 6 | 14 | 60 | –46 |

| 2008. augusztus 13. 10:30 |  | Tajvan (TPE) | 5–0 | Hollandia |  |  |
| 2008. augusztus 13. 10:30 |  |              |     |           |  |  |

| 2008. augusztus 13. 11:30 |  | Kína (CHN) | 0–10 | Kanada |  |  |
| 2008. augusztus 13. 11:30 |  |            |      |        |  |  |

| 2008. augusztus 13. 18:00 |  | Dél-Korea (KOR) | 8–7 | Egyesült Államok |  |  |
| 2008. augusztus 13. 18:00 |  |                 |     |                  |  |  |

| 2008. augusztus 13. 19:00 |  | Kuba (CUB) | 4–2 | Japán |  |  |
| 2008. augusztus 13. 19:00 |  |            |     |       |  |  |

| 2008. augusztus 14. 10:30 |  | Hollandia (NED) | 0–7 | Egyesült Államok |  |  |
| 2008. augusztus 14. 10:30 |  |                 |     |                  |  |  |

| 2008. augusztus 14. 19:30 |  | Kuba (CUB) | 7–6 | Kanada |  |  |
| 2008. augusztus 14. 19:30 |  |            |     |        |  |  |

| 2008. augusztus 14. 20:00 |  | Tajvan (TPE) | 1–6 | Japán |  |  |
| 2008. augusztus 14. 20:00 |  |              |     |       |  |  |

| 2008. augusztus 15. 10:30 |  | Kína (CHN) | 8–7 | Tajvan |  |  |
| 2008. augusztus 15. 10:30 |  |            |     |        |  |  |

| 2008. augusztus 15. 11:30 |  | Egyesült Államok (USA) | 4–5 | Kuba |  |  |
| 2008. augusztus 15. 11:30 |  |                        |     |      |  |  |

| 2008. augusztus 15. 18:00 |  | Kanada (CAN) | 0–1 | Dél-Korea |  |  |
| 2008. augusztus 15. 18:00 |  |              |     |           |  |  |

| 2008. augusztus 15. 19:00 |  | Japán (JPN) | 6–0 | Hollandia |  |  |
| 2008. augusztus 15. 19:00 |  |             |     |           |  |  |

| 2008. augusztus 16. 10:30 |  | Egyesült Államok (USA) | 5–4 | Kanada |  |  |
| 2008. augusztus 16. 10:30 |  |                        |     |        |  |  |

| 2008. augusztus 16. 11:30 |  | Kuba (CUB) | 1–0 | Tajvan |  |  |
| 2008. augusztus 16. 11:30 |  |            |     |        |  |  |

| 2008. augusztus 16. 18:00 |  | Kína (CHN) | 4–6 | Hollandia |  |  |
| 2008. augusztus 16. 18:00 |  |            |     |           |  |  |

| 2008. augusztus 16. 19:00 |  | Japán (JPN) | 3–5 | Dél-Korea |  |  |
| 2008. augusztus 16. 19:00 |  |             |     |           |  |  |

| 2008. augusztus 17. 18:00 |  | Dél-Korea (KOR) | 1–0 | Kína |  |  |
| 2008. augusztus 17. 18:00 |  |                 |     |      |  |  |

| 2008. augusztus 18. 10:30 |  | Kanada (CAN) | 0–1 | Japán |  |  |
| 2008. augusztus 18. 10:30 |  |              |     |       |  |  |

| 2008. augusztus 18. 11:30 |  | Tajvan (TPE) | 8–9 | Dél-Korea |  |  |
| 2008. augusztus 18. 11:30 |  |              |     |           |  |  |

| 2008. augusztus 18. 18:00 |  | Hollandia (NED) | 3–14 | Kuba |  |  |
| 2008. augusztus 18. 18:00 |  |                 |      |      |  |  |

| 2008. augusztus 18. 19:00 |  | Egyesült Államok (USA) | 9–1 | Kína |  |  |
| 2008. augusztus 18. 19:00 |  |                        |     |      |  |  |

| 2008. augusztus 19. 10:30 |  | Hollandia (NED) | 0–4 | Kanada |  |  |
| 2008. augusztus 19. 10:30 |  |                 |     |        |  |  |

| 2008. augusztus 19. 11:30 |  | Dél-Korea (KOR) | 7–4 | Kuba |  |  |
| 2008. augusztus 19. 11:30 |  |                 |     |      |  |  |

| 2008. augusztus 19. 18:00 |  | Japán (JPN) | 10–0 | Kína |  |  |
| 2008. augusztus 19. 18:00 |  |             |      |      |  |  |

| 2008. augusztus 19. 19:00 |  | Egyesült Államok (USA) | 4–2 | Tajvan |  |  |
| 2008. augusztus 19. 19:00 |  |                        |     |        |  |  |

| 2008. augusztus 20. 10:30 |  | Kuba (CUB) | 17–1 | Kína |  |  |
| 2008. augusztus 20. 10:30 |  |            |      |      |  |  |

| 2008. augusztus 20. 11:30 |  | Hollandia (NED) | 0–10 | Dél-Korea |  |  |
| 2008. augusztus 20. 11:30 |  |                 |      |           |  |  |

| 2008. augusztus 20. 18:00 |  | Kanada (CAN) | 5–6 | Tajvan |  |  |
| 2008. augusztus 20. 18:00 |  |              |     |        |  |  |

| 2008. augusztus 20. 19:00 |  | Japán (JPN) | 2–4 | Egyesült Államok |  |  |
| 2008. augusztus 20. 19:00 |  |             |     |                  |  |  |

## Rájátszás
|  |                  |                  |           |               |   |           |           |       |
|  | Elődöntők        | Elődöntők        | Elődöntők |               |   | Döntő     | Döntő     | Döntő |
|  | Elődöntők        | Elődöntők        | Elődöntők |               |   | Döntő     | Döntő     | Döntő |
|  | augusztus 22.    |                  |           |               |   |           |           |       |
|  |                  |                  |           |               |   |           |           |       |
|  | 1                | Dél-Korea        | 6         |               |   |           |           |       |
|  | 1                | Dél-Korea        | 6         | augusztus 23. |   |           |           |       |
|  | 4                | Japán            | 2         |               |   |           |           |       |
|  | 4                | Japán            | 2         |               |   | Dél-Korea | Dél-Korea | 3     |
|  | augusztus 22.    |                  |           |               |   | Dél-Korea | Dél-Korea | 3     |
|  |                  |                  | Kuba      | Kuba          | 2 |           |           |       |
|  | 2                | Kuba             | Kuba      | Kuba          | 2 | 10        |           |       |
|  | 2                | Kuba             |           |               |   |           |           |       |
|  | 3                | Egyesült Államok | 2         |               |   |           |           |       |
|  | 3                | Egyesült Államok | 2         | Bronzmérkőzés |   |           |           |       |
|  |                  |                  |           |               |   |           |           |       |
|  | augusztus 23.    |                  |           |               |   |           |           |       |
|  |                  |                  |           |               |   |           |           |       |
|  | Japán            | Japán            | 4         |               |   |           |           |       |
|  | Japán            | Japán            | 4         |               |   |           |           |       |
|  | Egyesült Államok | Egyesült Államok | 8         |               |   |           |           |       |
|  | Egyesült Államok | Egyesült Államok | 8         |               |   |           |           |       |

### Elődöntők
| 2008. augusztus 22. 10:30 |  | Dél-Korea (KOR) | 6–2 | Japán |  |  |
| 2008. augusztus 22. 10:30 |  |                 |     |       |  |  |

| 2008. augusztus 22. 18:00 |  | Kuba (CUB) | 10–2 | Egyesült Államok |  |  |
| 2008. augusztus 22. 18:00 |  |            |      |                  |  |  |

### Bronzmérkőzés
| 2008. augusztus 23. 10:30 |  | Japán (JPN) | 4–8 | Egyesült Államok |  |  |
| 2008. augusztus 23. 10:30 |  |             |     |                  |  |  |

### Döntő
| 2008. augusztus 23. 18:00 |  | Dél-Korea (KOR) | 3–2 | Kuba |  |  |
| 2008. augusztus 23. 18:00 |  |                 |     |      |  |  |

| A 2008. évi nyári olimpiai játékok baseballtornájának olimpiai bajnoka |
| · DÉL-KOREA · 1. cím                                                   |
| ---------------------------------------------------------------------- |

## Végeredmény
| Arany | Dél-Korea (KOR)        | 9 | 9 | 0 | 50 | 26 | +24 |  |  |
| Ezüst | Kuba (CUB)             | 9 | 7 | 2 | 64 | 28 | +36 |  |  |
| Bronz | Egyesült Államok (USA) | 9 | 6 | 3 | 50 | 36 | +14 |  |  |
| 4.    | Japán (JPN)            | 9 | 4 | 5 | 36 | 28 | +8  |  |  |
|       |                        |   |   |   |    |    |     |  |  |
| 5.    | Tajvan (TPE)           | 7 | 2 | 5 | 29 | 33 | –4  |  |  |
| 6.    | Kanada (CAN)           | 7 | 2 | 5 | 29 | 20 | +9  |  |  |
| 7.    | Hollandia (NED)        | 7 | 1 | 6 | 9  | 50 | –41 |  |  |
| 8.    | Kína (CHN)             | 7 | 1 | 6 | 14 | 60 | –46 |  |  |